# Iglesia católica de Lhasa
La Iglesia católica de Lhasa también llamada capilla de Lhasa, fue la primera iglesia católica en el Tíbet en la actual China. Fue fundada en 1725 y desapareció en 1745.
Los padres capuchinos italianos Francesco della Penna y Domenico da Fano llegaron a Lhasa en 1719 con algunos frailes capuchinos. A ello siguió una contienda de competencia con el misionero jesuita Ippolito Desideri, la Santa Sede decidió en 1721 a favor de los Capuchinos que ya habían obtenido la autorización de las autoridades tibetanas para construir una capilla.
Kelzang Gyatso, el séptimo Dalái lama , autorizó la construcción de la iglesia en las alturas de la ciudad.
El superior de la misión, Francesco della Penna, regresó a Roma en 1737, cuando el papa Benedicto XIV le dio una carta para el séptimo Dalái lama, y él tomó el camino para el Tíbet.
La misión tuvo hasta 26 conversos.
Una foto que data de 1956 está en un libro de Josef Vaniš (cs) y Vladimír SIS. Hay una campana con una gran grieta en su lado, como una "L" a la inversa , que de acuerdo a los monjes Jokhang sería debido a la violencia de los Guardias Rojos durante la Revolución Cultural en Tíbet.